# George Constantin Păunescu
George Constantin Păunescu (n. 19 mai 1938, Bazargic, România) este un om de afaceri român, tatăl lui Bobby Păunescu, regizor, scenarist și om de afaceri.

## Biografie
George Constantin Păunescu s-a născut la Bazargic, în 1938, pe 19 mai, a absolvit Facultatea de Economie din cadrul ASE și a ocupat mai multe funcții în cadrul Ministerului Comerțului Exterior din vremea lui Nicolae Ceaușescu, cea mai înaltă fiind aceea de director al secției de import-export și director al secției de valută. 
Este și președintele Alianței Confederațiilor Patronale din România (ACPR).
În jurul său au existat numeroase controverse legate de falimentul Băncii Bancorex.